# Stigmatomyces purpureus
Stigmatomyces purpureus är en svampart som beskrevs av Thaxt. 1901. Stigmatomyces purpureus ingår i släktet Stigmatomyces och familjen Laboulbeniaceae.   Inga underarter finns listade i Catalogue of Life.